# 다포
다포(多包)는 주두, 소로, 첨차, 살미 및 기타 구조 부재의 조합인 공포를 기둥 상부 뿐만 아니라 기둥과 기둥 사이 상부에도 설치한 공포 유형을 말한다.

## 개요
외목도리를 기둥 상부에 놓이는 공포(주상포(柱上包))로만 지지하는 주심포 건축과 달리, 다포 건축은 기둥 사이의 공포(주간포(柱間包))와 함께 외목도리를 지지한다. 따라서 외목도리를 훨씬 효율적으로 지지할 수 있으며, 기둥 사이에 위치한 처마의 처짐을 방지하는 데 효과적이다. 경상북도 안동시에 위치한 봉정사 대웅전이 가장 오래된 다포 양식의 건축물로 알려져 있다.

## 첨차
첨차를 화려하게 조각하는 주심포 건축과 달리, 다포 건축은 첨차에 거의 조각을 하지 않는다. 일반적으로, 왼쪽과 오른쪽 끝을 수직으로 곧게 잘라 낸 다음, 하부 모서리를 둥그렇게 가공한다. 다포 건축의 첨차는 기본적으로 각 출목마다 2개씩 사용하며, 최외곽 출목에는 하나의 첨차만 사용한다. 크기에 따라 소첨과 대첨으로 부른다. 다포 건축의 살미는 시대에 따라 형태가 다르다. 시기적으로 오래된 다포 건축에서는 쇠서의 끝단을 경사지면서 아래로 곧게 뻗도록 조각하였고, 18세기에 들어서면서 쇠서 상부 또는 하부에 작은 꽃봉오리가 조각되기 시작하였다. 18세기 중엽 이후부터는 쇠서 상부에 활짝 만개한 꽃이 조각되는 경우가 많아졌다.

## 갤러리

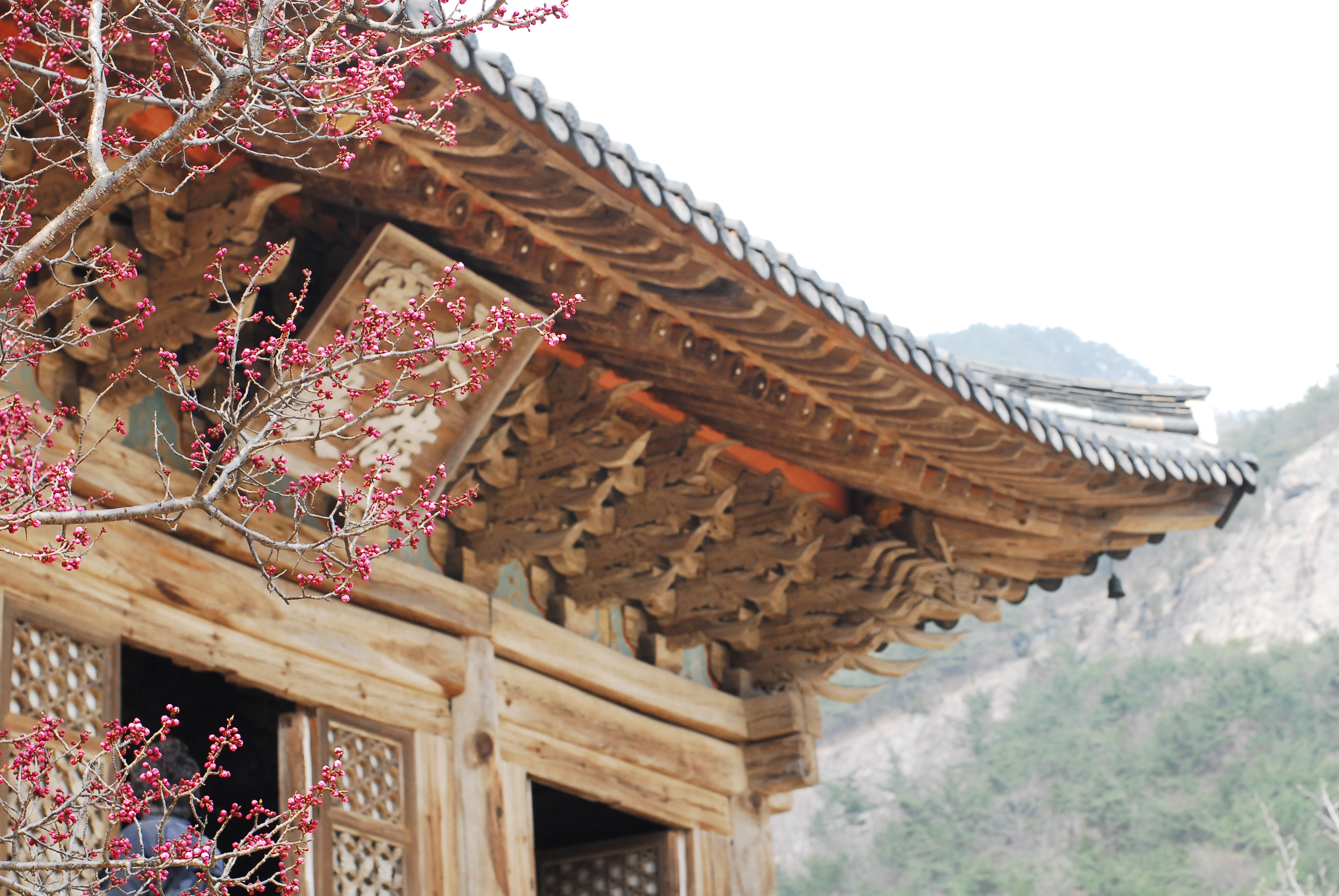
내소사 대웅보전 (전북 부안)
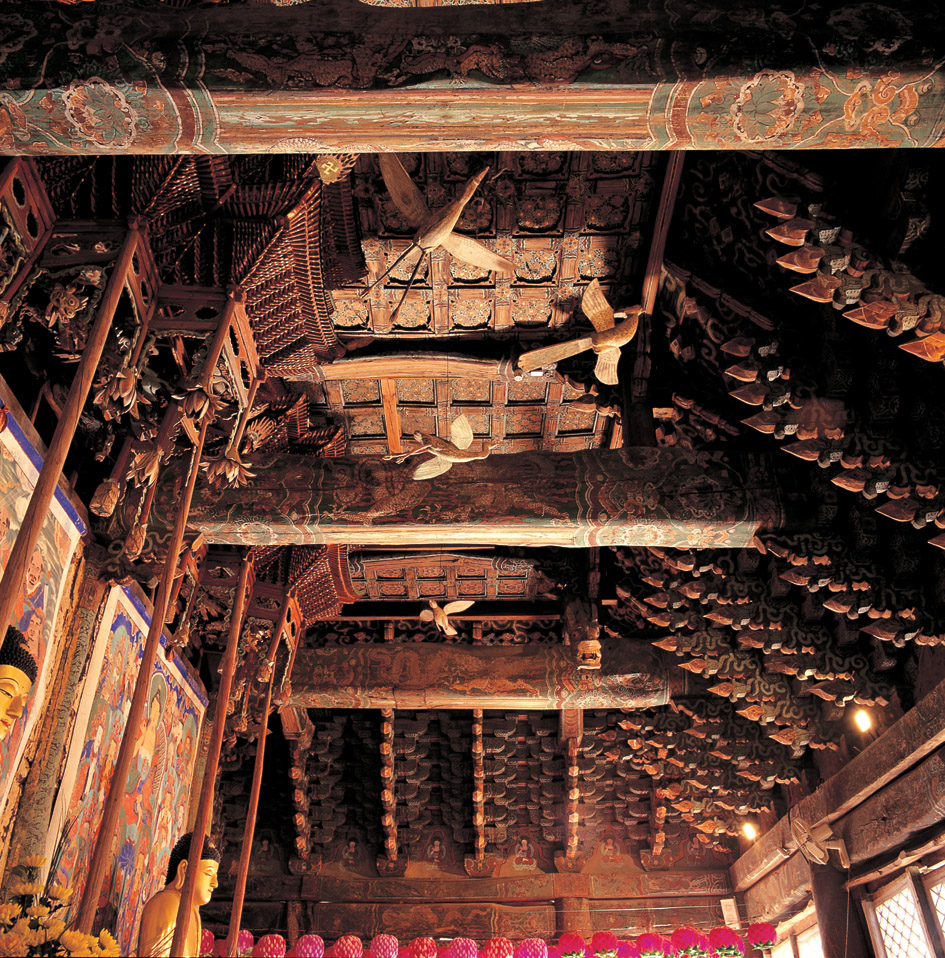
쌍계사 대웅전 (충남 논산)
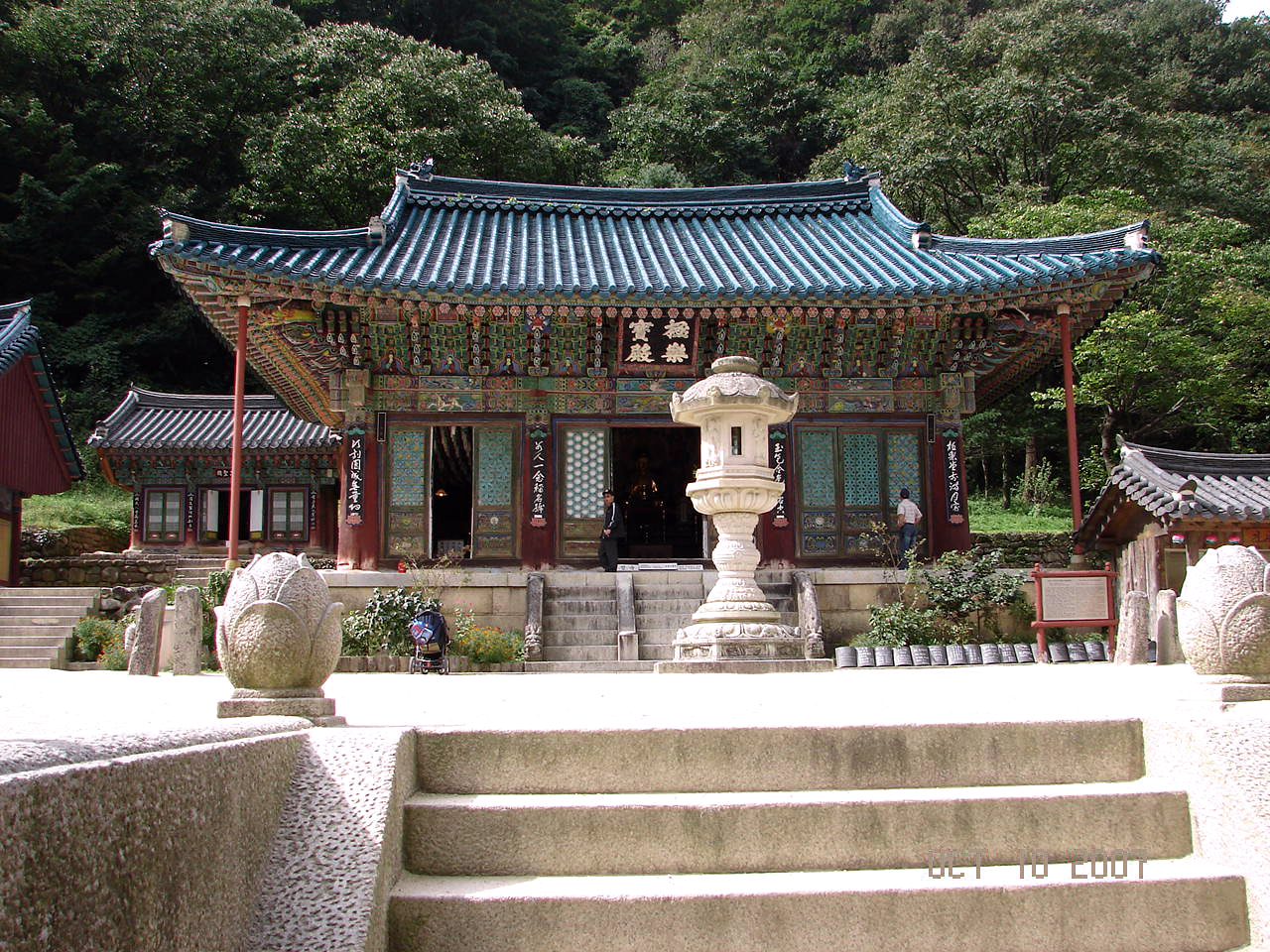
신흥사 극락보전 (강원 속초)
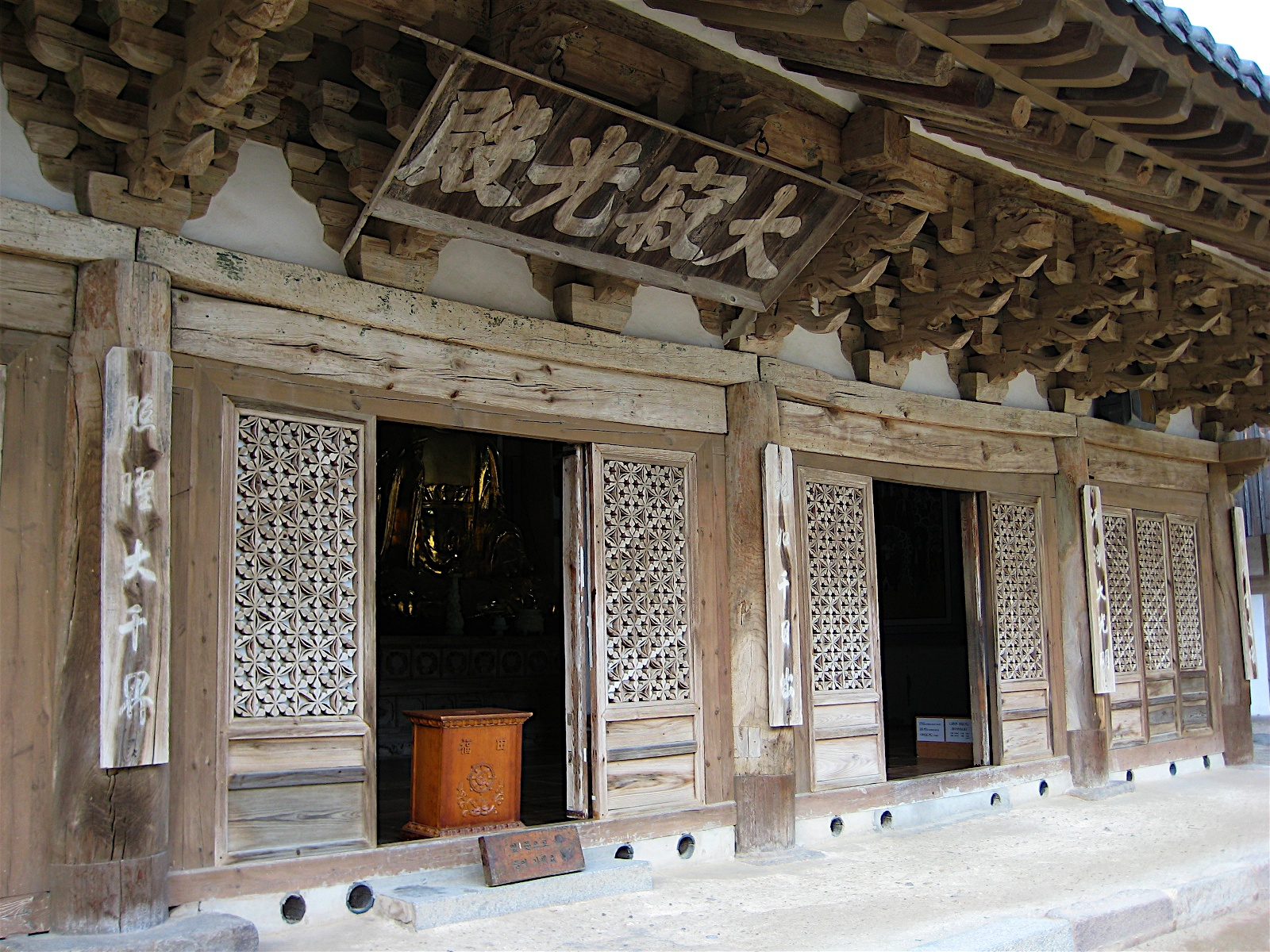
기림사 대적광전 (경북 경주)
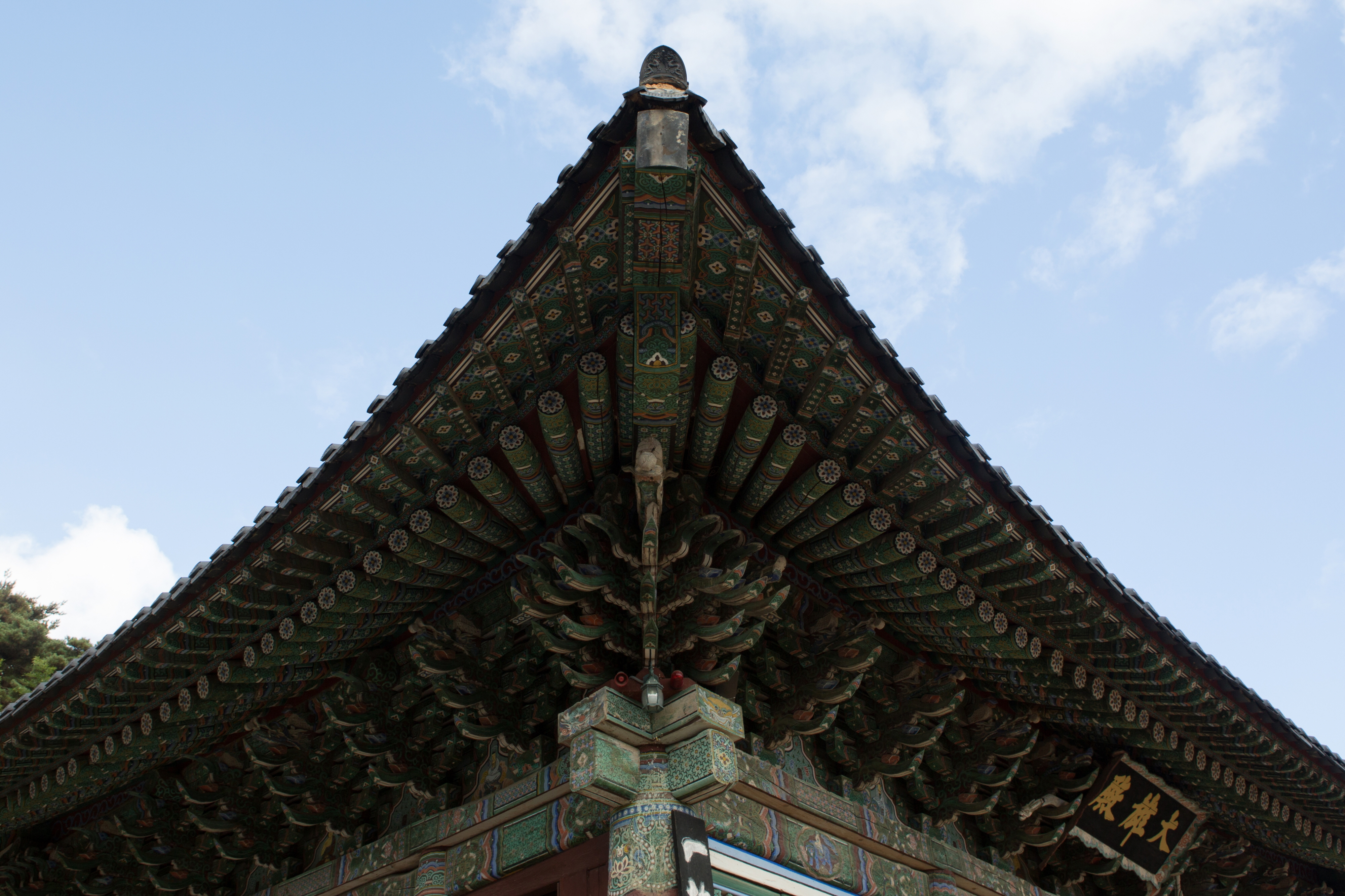
동화사 대웅전 (대구)